# Robert Vicot
Pour les articles homonymes, voir Vicot.
Robert Vicot (né le 29 octobre 1931 à Ivry-sur-Seine), est un joueur de football français reconverti en entraîneur de 1964 à 1986.

## Biographie
Ce défenseur mesurant 1,75 m réalise l'essentiel de sa carrière de joueur au Sporting Toulon Var, de 1957 à 1964.
Reconverti comme entraîneur-joueur au Sport Olympique Lavandou, il fait monter le club de PH en DH de la Ligue du Sud-Est en 1965, puis rejoint La Berrichonne de Châteauroux avec le même statut.
Robert Vicot prend en 1971-1972 la charge de 22 équipes de jeunes du Paris SG. Il mène notamment les Juniors en demi-finale de la Coupe Gambardella. Après le divorce avec le Paris FC, il prend en main l'équipe fanion, constituée principalement d'ex réservistes et de ces anciens juniors. Vicot fait monter le Paris SG de deux étages (D3-D2 puis D2-D1) en 1973-74, puis le Paris FC (D2-D1) en 1978 et enfin le FC Rouen (D2-D1) en 1982.

## Carrière

### Joueur
- 1946-1956 :  licencié FSGT
- 1956-1964 :  Sporting Toulon Var
- 1964-1967 :  SO Le Lavandou (entraîneur - joueur)
- 1967-1970 :  LB Châteauroux (entraîneur - joueur)
- 1970-1971 :  Cheminots de Sainte-Marthe (entraîneur - joueur)

### Entraîneur
- 1964-1967 :  SO Le Lavandou (entraîneur - joueur)
- 1967-1970 :  LB Châteauroux (entraîneur - joueur)
- 1970-1971 :  Cheminots de Sainte-Marthe (entraîneur - joueur)
- 1971-1972 :  Paris SG (jeunes)
- 1972-1975 :  Paris SG
- 1976 :  FC Rouen
- 1976-1979 :  Paris FC
- 1979 :  Gabon
- 1980-1985 :  FC Rouen
- 1986 :  AS Béziers
- 1986-1987 :  Montpellier HSC (superviseur)

## Palmarès

### Joueur
- International français FSGT.

### Entraîneur
- Vice-champion de France de D2 en 1982 avec le FC Rouen
- 5 promotions en division supérieures.